# Ptyongnathosia
Ptyongnathosia là một chi bướm đêm thuộc phân họ Tortricinae của họ Tortricidae.

## Các loài
- Ptyongnathosia oxybela Razowski, 1988
- Ptyongnathosia oxynosocia Razowski & Becker, 2002